# Прапімпорн Карнчанда
Прапімпорн Карнчанда (тай. ประพิมพ์พร กาญจันดา) — тайська акторка і каскадерка, найбільш відома за роллю Ченне у фільмі «Криваві джунглі» (2007). Карнчанда також грала головні ролі у декількох таїських фільмах. Працює в «Jaika Stunt Team». У 2012 році вона вийшла заміж за Акарадача Боонпенга (англ. Akaradach Boonpeng), який працює в університеті «Srinakharinwirot University» (тай. มหาวิทยาลัยศรีนครินทรวิโรฒ) в Бангкоку.

## Фільмографія (вибіркова)
- 2004: Night Falcon[3]
- 2006: Bat Hunter[4][5]
- 2007: Blood Monkey
- 2008: The King Cobra[6]
- 2011: Леді[7]
- 2013: Boy Golden